# Финал Гран-при по фигурному катанию
Финал Гран-при по фигурному катанию (англ. Grand Prix of Figure Skating Final) — ежегодное соревнование среди элиты мирового фигурного катания, организуемое Международным союзом конькобежцев. Финал Гран-при является завершающим соревнованием серии этапов Гран-при. В настоящее время проводятся шесть этапов Гран-при: Skate America (США), Skate Canada International (Канада), Grand Prix de France (Франция), Cup of China (Китай), Grand Prix Espoo (Финляндия), и NHK Trophy (Япония). Лучшие шесть спортсменов в каждой дисциплине конкурируют в финале.
Фигуристы соревнуются в категориях: мужское и женское одиночное катание, парное катание и танцы на льду.
Финал Гран-при проводится каждый год в новом месте. В сезоне 2018/2019 финал прошёл в Ванкувере (Канада) с 6 по 9 декабря.
Финал Гран-при по фигурному катанию сезона 2020/2021 был отменён из-за эпидемии COVID-19, а сезона 2021/2022 окончательно отменён из-за омикрона. Соревнования должны были состояться в Осаке с 9 по 12 декабря.

## Медалисты

### Мужчины
| Медалисты в мужском одиночном катании | Медалисты в мужском одиночном катании | Медалисты в мужском одиночном катании    | Медалисты в мужском одиночном катании    | Медалисты в мужском одиночном катании    |
| ------------------------------------- | ------------------------------------- | ---------------------------------------- | ---------------------------------------- | ---------------------------------------- |
| Сезон                                 | Место проведения                      | Золото                                   | Серебро                                  | Бронза                                   |
| 1995/1996                             | Париж, Франция                        | Алексей Урманов                          | Элвис Стойко                             | Эрик Мийо                                |
| 1996/1997                             | Гамильтон, Канада                     | Элвис Стойко                             | Тодд Элдридж                             | Алексей Урманов                          |
| 1997/1998                             | Мюнхен, Германия                      | Илья Кулик                               | Элвис Стойко                             | Тодд Элдридж                             |
| 1998/1999                             | Санкт-Петербург, Россия               | Алексей Ягудин                           | Алексей Урманов                          | Евгений Плющенко                         |
| 1999/2000                             | Лион, Франция                         | Евгений Плющенко                         | Элвис Стойко                             | Тимоти Гейбл                             |
| 2000/2001                             | Токио, Япония                         | Евгений Плющенко                         | Алексей Ягудин                           | Мэтью Савой                              |
| 2001/2002                             | Китченер, Канада                      | Алексей Ягудин                           | Евгений Плющенко                         | Тимоти Гейбл                             |
| 2002/2003                             | Санкт-Петербург, Россия               | Евгений Плющенко                         | Илья Климкин                             | Бриан Жубер                              |
| 2003/2004                             | Колорадо-Спрингс, США                 | Эмануэль Сандю                           | Евгений Плющенко                         | Майкл Вайс                               |
| 2004/2005                             | Пекин, Китай                          | Евгений Плющенко                         | Джеффри Баттл                            | Ли Чэнцзян                               |
| 2005/2006                             | Токио, Япония                         | Стефан Ламбьель                          | Джеффри Баттл                            | Дайсукэ Такахаси                         |
| 2006/2007                             | Санкт-Петербург, Россия               | Бриан Жубер                              | Дайсукэ Такахаси                         | Нобунари Ода                             |
| 2007/2008                             | Турин, Италия                         | Стефан Ламбьель                          | Дайсукэ Такахаси                         | Эван Лайсачек                            |
| 2008/2009                             | Коян, Южная Корея                     | Джереми Эбботт                           | Такахико Кодзука                         | Джонни Вейр                              |
| 2009/2010                             | Токио, Япония                         | Эван Лайсачек                            | Нобунари Ода                             | Джонни Вейр                              |
| 2010/2011                             | Пекин, Китай                          | Патрик Чан                               | Нобунари Ода                             | Такахико Кодзука                         |
| 2011/2012                             | Квебек, Канада                        | Патрик Чан                               | Дайсукэ Такахаси                         | Хавьер Фернандес                         |
| 2012/2013                             | Сочи, Россия                          | Дайсукэ Такахаси                         | Юдзуру Ханю                              | Патрик Чан                               |
| 2013/2014                             | Фукуока, Япония                       | Юдзуру Ханю                              | Патрик Чан                               | Нобунари Ода                             |
| 2014/2015                             | Барселона, Испания                    | Юдзуру Ханю                              | Хавьер Фернандес                         | Сергей Воронов                           |
| 2015/2016                             | Барселона, Испания                    | Юдзуру Ханю                              | Хавьер Фернандес                         | Сёма Уно                                 |
| 2016/2017                             | Марсель, Франция                      | Юдзуру Ханю                              | Нэтан Чен                                | Сёма Уно                                 |
| 2017/2018                             | Нагоя, Япония                         | Нэтан Чен                                | Сёма Уно                                 | Михаил Коляда                            |
| 2018/2019                             | Ванкувер, Канада                      | Нэтан Чен                                | Сёма Уно                                 | Чха Чжун Хван                            |
| 2019/2020                             | Турин, Италия                         | Нэтан Чен                                | Юдзуру Ханю                              | Кевин Эймоз                              |
| 2020/2021                             | Пекин, Китай                          | Турниры отменены из-за пандемии COVID-19 | Турниры отменены из-за пандемии COVID-19 | Турниры отменены из-за пандемии COVID-19 |
| 2021/2022                             | Осака, Япония                         | Турниры отменены из-за пандемии COVID-19 | Турниры отменены из-за пандемии COVID-19 | Турниры отменены из-за пандемии COVID-19 |
| 2022/2023                             | Турин, Италия                         | Сёма Уно                                 | Сота Ямамото                             | Илья Малинин                             |
| 2023/2024                             | Пекин, Китай                          | Илья Малинин                             | Сёма Уно                                 | Юма Кагияма                              |
| 2024/2025                             | Гренобль, Франция                     | Илья Малинин                             | Юма Кагияма                              | Сюн Сато                                 |

### Женщины
| Медалисты в женском одиночном катании | Медалисты в женском одиночном катании | Медалисты в женском одиночном катании    | Медалисты в женском одиночном катании    | Медалисты в женском одиночном катании    |
| ------------------------------------- | ------------------------------------- | ---------------------------------------- | ---------------------------------------- | ---------------------------------------- |
| Сезон                                 | Место проведения                      | Золото                                   | Серебро                                  | Бронза                                   |
| 1995/1996                             | Париж, Франция                        | Мишель Кван                              | Ирина Слуцкая                            | Жозе Шуинар                              |
| 1996/1997                             | Гамильтон, Канада                     | Тара Липински                            | Мишель Кван                              | Ирина Слуцкая                            |
| 1997/1998                             | Мюнхен, Германия                      | Тара Липински                            | Таня Шевченко                            | Мария Бутырская                          |
| 1998/1999                             | Санкт-Петербург, Россия               | Татьяна Малинина                         | Мария Бутырская                          | Ирина Слуцкая                            |
| 1999/2000                             | Лион, Франция                         | Ирина Слуцкая                            | Мишель Кван                              | Мария Бутырская                          |
| 2000/2001                             | Токио, Япония                         | Ирина Слуцкая                            | Мишель Кван                              | Сара Хьюз                                |
| 2001/2002                             | Китченер, Канада                      | Ирина Слуцкая                            | Мишель Кван                              | Сара Хьюз                                |
| 2002/2003                             | Санкт-Петербург, Россия               | Саша Коэн                                | Ирина Слуцкая                            | Виктория Волчкова                        |
| 2003/2004                             | Колорадо-Спрингс, США                 | Фумиэ Сугури                             | Саша Коэн                                | Сидзука Аракава                          |
| 2004/2005                             | Пекин, Китай                          | Ирина Слуцкая                            | Сидзука Аракава                          | Джоанни Рошетт                           |
| 2005/2006                             | Токио, Япония                         | Мао Асада                                | Ирина Слуцкая                            | Юкари Накано                             |
| 2006/2007                             | Санкт-Петербург, Россия               | Ким Ён А                                 | Мао Асада                                | Сара Майер                               |
| 2007/2008                             | Турин, Италия                         | Ким Ён А                                 | Мао Асада                                | Каролина Костнер                         |
| 2008/2009                             | Коян, Южная Корея                     | Мао Асада                                | Ким Ён А                                 | Каролина Костнер                         |
| 2009/2010                             | Токио, Япония                         | Ким Ён А                                 | Мики Андо                                | Акико Судзуки                            |
| 2010/2011                             | Пекин, Китай                          | Алисса Чизни                             | Каролина Костнер                         | Канако Мураками                          |
| 2011/2012                             | Квебек, Канада                        | Каролина Костнер                         | Акико Судзуки                            | Алёна Леонова                            |
| 2012/2013                             | Сочи, Россия                          | Мао Асада                                | Эшли Вагнер                              | Акико Судзуки                            |
| 2013/2014                             | Фукуока, Япония                       | Мао Асада                                | Юлия Липницкая                           | Эшли Вагнер                              |
| 2014/2015                             | Барселона, Испания                    | Елизавета Туктамышева                    | Елена Радионова                          | Эшли Вагнер                              |
| 2015/2016                             | Барселона, Испания                    | Евгения Медведева                        | Сатоко Мияхара                           | Елена Радионова                          |
| 2016/2017                             | Марсель, Франция                      | Евгения Медведева                        | Сатоко Мияхара                           | Анна Погорилая                           |
| 2017/2018                             | Нагоя, Япония                         | Алина Загитова                           | Мария Сотскова                           | Кэйтлин Осмонд                           |
| 2018/2019                             | Ванкувер, Канада                      | Рика Кихира                              | Алина Загитова                           | Елизавета Туктамышева                    |
| 2019/2020                             | Турин, Италия                         | Алёна Косторная                          | Анна Щербакова                           | Александра Трусова                       |
| 2020/2021                             | Пекин, Китай                          | Турниры отменены из-за пандемии COVID-19 | Турниры отменены из-за пандемии COVID-19 | Турниры отменены из-за пандемии COVID-19 |
| 2021/2022                             | Осака, Япония                         | Турниры отменены из-за пандемии COVID-19 | Турниры отменены из-за пандемии COVID-19 | Турниры отменены из-за пандемии COVID-19 |
| 2022/2023                             | Турин, Италия                         | Маи Михара                               | Изабо Левито                             | Луна Хендрикс                            |
| 2023/2024                             | Пекин, Китай                          | Каори Сакамото                           | Луна Хендрикс                            | Хана Ёсида                               |
| 2024/2025                             | Гренобль, Франция                     | Эмбер Гленн                              | Монэ Тиба                                | Каори Сакамото                           |

### Парное катание
| Медалисты в парном катании | Медалисты в парном катании | Медалисты в парном катании               | Медалисты в парном катании               | Медалисты в парном катании               |
| -------------------------- | -------------------------- | ---------------------------------------- | ---------------------------------------- | ---------------------------------------- |
| Сезон                      | Место проведения           | Золото                                   | Серебро                                  | Бронза                                   |
| 1995/1996                  | Париж, Франция             | Евгения Шишкова / Вадим Наумов           | Марина Ельцова / Андрей Бушков           | Манди Вётцель / Инго Штойер              |
| 1996/1997                  | Гамильтон, Канада          | Манди Вётцель / Инго Штойер              | Оксана Казакова / Артур Дмитриев         | Марина Ельцова / Андрей Бушков           |
| 1997/1998                  | Мюнхен, Германия           | Елена Бережная / Антон Сихарулидзе       | Манди Вётцель / Инго Штойер              | Оксана Казакова / Артур Дмитриев         |
| 1998/1999                  | Санкт-Петербург, Россия    | Шэнь Сюэ / Чжао Хунбо                    | Елена Бережная / Антон Сихарулидзе       | Мария Петрова / Алексей Тихонов          |
| 1999/2000                  | Лион, Франция              | Шэнь Сюэ / Чжао Хунбо                    | Сара Абитболь / Стефан Бернади           | Елена Бережная / Антон Сихарулидзе       |
| 2000/2001                  | Токио, Япония              | Жами Сале / Давид Пеллетье               | Елена Бережная / Антон Сихарулидзе       | Шэнь Сюэ / Чжао Хунбо                    |
| 2001/2002                  | Китченер, Канада           | Жами Сале / Давид Пеллетье               | Елена Бережная / Антон Сихарулидзе       | Шэнь Сюэ / Чжао Хунбо                    |
| 2002/2003                  | Санкт-Петербург, Россия    | Татьяна Тотьмянина / Максим Маринин      | Шэнь Сюэ / Чжао Хунбо                    | Мария Петрова / Алексей Тихонов          |
| 2003/2004                  | Колорадо-Спрингс, США      | Шэнь Сюэ / Чжао Хунбо                    | Татьяна Тотьмянина / Максим Маринин      | Мария Петрова / Алексей Тихонов          |
| 2004/2005                  | Пекин, Китай               | Шэнь Сюэ / Чжао Хунбо                    | Мария Петрова / Алексей Тихонов          | Цин Пан / Цзянь Тун                      |
| 2005/2006                  | Токио, Япония              | Татьяна Тотьмянина / Максим Маринин      | Чжан Дань / Чжан Хао                     | Алёна Савченко / Робин Шелковы           |
| 2006/2007                  | Санкт-Петербург, Россия    | Шэнь Сюэ / Чжао Хунбо                    | Алёна Савченко / Робин Шелковы           | Чжан Дань / Чжан Хао                     |
| 2007/2008                  | Турин, Италия              | Алёна Савченко / Робин Шелковы           | Чжан Дань / Чжан Хао                     | Цин Пан / Цзянь Тун                      |
| 2008/2009                  | Коян, Южная Корея          | Цин Пан / Цзянь Тун                      | Чжан Дань / Чжан Хао                     | Алёна Савченко / Робин Шелковы           |
| 2009/2010                  | Токио, Япония              | Шэнь Сюэ / Чжао Хунбо                    | Цин Пан / Цзянь Тун                      | Алёна Савченко / Робин Шелковы           |
| 2010/2011                  | Пекин, Китай               | Алёна Савченко / Робин Шелковы           | Цин Пан / Цзянь Тун                      | Суй Вэньцзин / Хань Цун                  |
| 2011/2012                  | Квебек, Канада             | Алёна Савченко / Робин Шелковы           | Татьяна Волосожар / Максим Траньков      | Юко Кавагути / Александр Смирнов         |
| 2012/2013                  | Сочи, Россия               | Татьяна Волосожар / Максим Траньков      | Вера Базарова / Юрий Ларионов            | Цин Пан / Цзянь Тун                      |
| 2013/2014                  | Фукуока, Япония            | Алена Савченко / Робин Шолковы           | Татьяна Волосожар / Максим Траньков      | Цин Пан / Цзянь Тун                      |
| 2014/2015                  | Барселона, Испания         | Мэган Дюамель / Эрик Рэдфорд             | Ксения Столбова / Фёдор Климов           | Суй Вэньцзин / Хань Цун                  |
| 2015/2016                  | Барселона, Испания         | Ксения Столбова / Фёдор Климов           | Мэган Дюамель / Эрик Рэдфорд             | Юко Кавагути / Александр Смирнов         |
| 2016/2017                  | Марсель, Франция           | Евгения Тарасова / Владимир Морозов      | Юй Сяоюй / Чжан Хао                      | Мэган Дюамель / Эрик Рэдфорд             |
| 2017/2018                  | Нагоя, Япония              | Алена Савченко / Бруно Массо             | Суй Вэньцзин / Хань Цун                  | Мэган Дюамель / Эрик Рэдфорд             |
| 2018/2019                  | Ванкувер, Канада           | Ванесса Джеймс / Морган Сипре            | Пэн Чэн / Цзинь Ян                       | Евгения Тарасова / Владимир Морозов      |
| 2019/2020                  | Турин, Италия              | Суй Вэньцзин / Хань Цун                  | Пэн Чэн / Цзинь Ян                       | Анастасия Мишина / Александр Галлямов    |
| 2020/2021                  | Пекин, Китай               | Турниры отменены из-за пандемии COVID-19 | Турниры отменены из-за пандемии COVID-19 | Турниры отменены из-за пандемии COVID-19 |
| 2021/2022                  | Осака, Япония              | Турниры отменены из-за пандемии COVID-19 | Турниры отменены из-за пандемии COVID-19 | Турниры отменены из-за пандемии COVID-19 |
| 2022/2023                  | Турин, Италия              | Рику Миура / Рюити Кихара                | Алекса Книрим / Брэндон Фрейзер          | Сара Конти / Никколо Мачии               |
| 2023/2024                  | Пекин, Китай               | Минерва Фабьен Хазе / Никита Володин     | Сара Конти / Никколо Мачии               | Дианна Стеллато-Дудек / Максим Дешам     |
| 2024/2025                  | Гренобль, Франция          | Минерва Фабьен Хазе / Никита Володин     | Рику Миура / Рюити Кихара                | Анастасия Метёлкина / Лука Берулава      |

### Танцы на льду
| Медалисты в спортивных танцах на льду | Медалисты в спортивных танцах на льду | Медалисты в спортивных танцах на льду    | Медалисты в спортивных танцах на льду    | Медалисты в спортивных танцах на льду    |
| ------------------------------------- | ------------------------------------- | ---------------------------------------- | ---------------------------------------- | ---------------------------------------- |
| Сезон                                 | Место проведения                      | Золото                                   | Серебро                                  | Бронза                                   |
| 1995/1996                             | Париж, Франция                        | Оксана Грищук / Евгений Платов           | Анжелика Крылова / Олег Овсянников       | Марина Анисина / Гвендаль Пейзера        |
| 1996/1997                             | Гамильтон, Канада                     | Ше-Линн Бурн / Виктор Краатц             | Анжелика Крылова / Олег Овсянников       | Марина Анисина / Гвендаль Пейзера        |
| 1997/1998                             | Мюнхен, Германия                      | Оксана Грищук / Евгений Платов           | Ше-Линн Бурн / Виктор Краатц             | Марина Анисина / Гвендаль Пейзера        |
| 1998/1999                             | Санкт-Петербург, Россия               | Анжелика Крылова / Олег Овсянников       | Марина Анисина / Гвендаль Пейзера        | Ирина Лобачева / Илья Авербух            |
| 1999/2000                             | Лион, Франция                         | Марина Анисина / Гвендаль Пейзера        | Барбара Фузар-Поли / Маурицио Маргальо   | Маргарита Дробязко / Повилас Ванагас     |
| 2000/2001                             | Токио, Япония                         | Барбара Фузар-Поли / Маурицио Маргальо   | Ирина Лобачева / Илья Авербух            | Маргарита Дробязко / Повилас Ванагас     |
| 2001/2002                             | Китченер, Канада                      | Ше-Линн Бурн / Виктор Краатц             | Марина Анисина / Гвендаль Пейзера        | Маргарита Дробязко / Повилас Ванагас     |
| 2002/2003                             | Санкт-Петербург, Россия               | Ирина Лобачева / Илья Авербух            | Татьяна Навка / Роман Костомаров         | Албена Денкова / Максим Ставиский        |
| 2003/2004                             | Колорадо-Спрингс, США                 | Татьяна Навка / Роман Костомаров         | Албена Денкова / Максим Ставиский        | Танит Белбин / Бенжамин Агосто           |
| 2004/2005                             | Пекин, Китай                          | Татьяна Навка / Роман Костомаров         | Танит Белбин / Бенжамин Агосто           | Албена Денкова / Максим Ставиский        |
| 2005/2006                             | Токио, Япония                         | Татьяна Навка / Роман Костомаров         | Елена Грушина / Руслан Гончаров          | Мари-Франс Дюбрель / Патрис Лозон        |
| 2006/2007                             | Санкт-Петербург, Россия               | Албена Денкова / Максим Ставиский        | Мари-Франс Дюбрель / Патрис Лозон        | Оксана Домнина / Максим Шабалин          |
| 2007/2008                             | Турин, Италия                         | Оксана Домнина / Максим Шабалин          | Танит Белбин / Бенжамин Агосто           | Изабель Делобель / Оливье Шонфельдер     |
| 2008/2009                             | Коян, Южная Корея                     | Изабель Делобель / Оливье Шонфельдер     | Оксана Домнина / Максим Шабалин          | Мэрил Дэвис / Чарли Уайт                 |
| 2009/2010                             | Токио, Япония                         | Мэрил Дэвис / Чарли Уайт                 | Тесса Вертью / Скотт Моир                | Натали Пешала / Фабьян Бурза             |
| 2010/2011                             | Пекин, Китай                          | Мэрил Дэвис / Чарли Уайт                 | Натали Пешала / Фабьян Бурза             | Ванесса Крон / Поль Пуарье               |
| 2011/2012                             | Квебек, Канада                        | Мэрил Дэвис / Чарли Уайт                 | Тесса Вертью / Скотт Моир                | Натали Пешала / Фабьян Бурза             |
| 2012/2013                             | Сочи, Россия                          | Мэрил Дэвис / Чарли Уайт                 | Тесса Вертью / Скотт Моир                | Натали Пешала / Фабьян Бурза             |
| 2013/2014                             | Фукуока, Япония                       | Мэрил Дэвис / Чарли Уайт                 | Тесса Вертью / Скотт Моир                | Натали Пешала / Фабьян Бурза             |
| 2014/2015                             | Барселона, Испания                    | Кэйтлин Уивер / Эндрю Поже               | Мэдисон Чок / Эван Бейтс                 | Габриэла Пападакис / Гийом Сизерон       |
| 2015/2016                             | Барселона, Испания                    | Кэйтлин Уивер / Эндрю Поже               | Мэдисон Чок / Эван Бейтс                 | Анна Каппеллини / Лука Ланотте           |
| 2016/2017                             | Марсель, Франция                      | Тесса Вертью / Скотт Моир                | Габриэла Пападакис / Гийом Сизерон       | Майя Шибутани / Алекс Шибутани           |
| 2017/2018                             | Нагоя, Япония                         | Габриэла Пападакис / Гийом Сизерон       | Тесса Вертью / Скотт Моир                | Майя Шибутани / Алекс Шибутани           |
| 2018/2019                             | Ванкувер, Канада                      | Мэдисон Хаббелл / Захарий Донохью        | Виктория Синицина / Никита Кацалапов     | Шарлен Гиньяр / Марко Фаббри             |
| 2019/2020                             | Турин, Италия                         | Габриэла Пападакис / Гийом Сизерон       | Мэдисон Чок / Эван Бейтс                 | Мэдисон Хаббелл / Захарий Донохью        |
| 2020/2021                             | Пекин, Китай                          | Турниры отменены из-за пандемии COVID-19 | Турниры отменены из-за пандемии COVID-19 | Турниры отменены из-за пандемии COVID-19 |
| 2021/2022                             | Осака, Япония                         | Турниры отменены из-за пандемии COVID-19 | Турниры отменены из-за пандемии COVID-19 | Турниры отменены из-за пандемии COVID-19 |
| 2022/2023                             | Турин, Италия                         | Пайпер Гиллес / Поль Пуарье              | Мэдисон Чок / Эван Бейтс                 | Шарлен Гиньяр / Марко Фаббри             |
| 2023/2024                             | Пекин, Китай                          | Мэдисон Чок / Эван Бейтс                 | Шарлен Гиньяр / Марко Фаббри             | Пайпер Гиллес / Поль Пуарье              |
| 2024/2025                             | Гренобль, Франция                     | Мэдисон Чок / Эван Бейтс                 | Шарлен Гиньяр / Марко Фаббри             | Лайла Фир / Льюис Гибсон                 |